# Elektronika

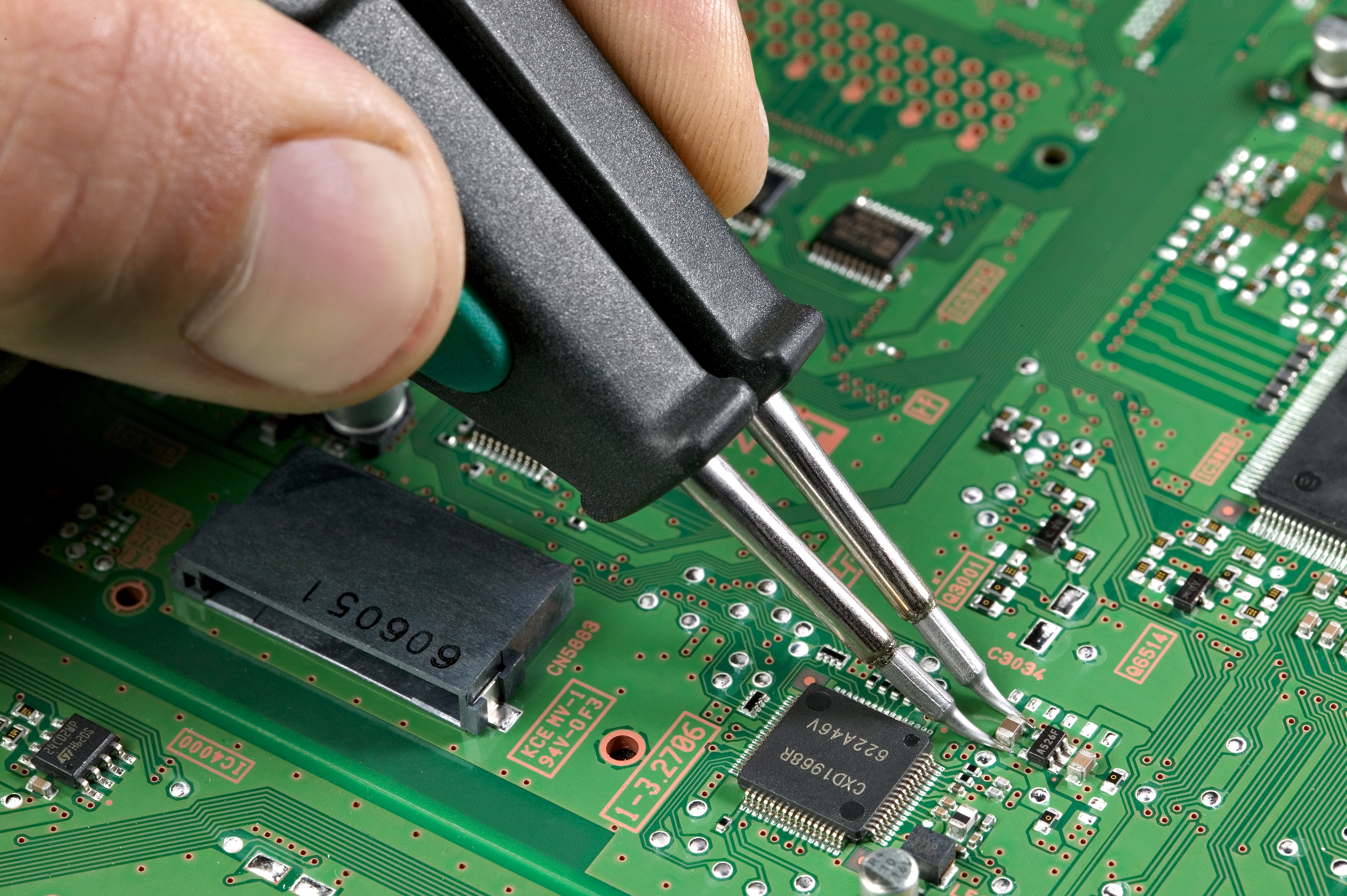
Pájení elektronické součástky

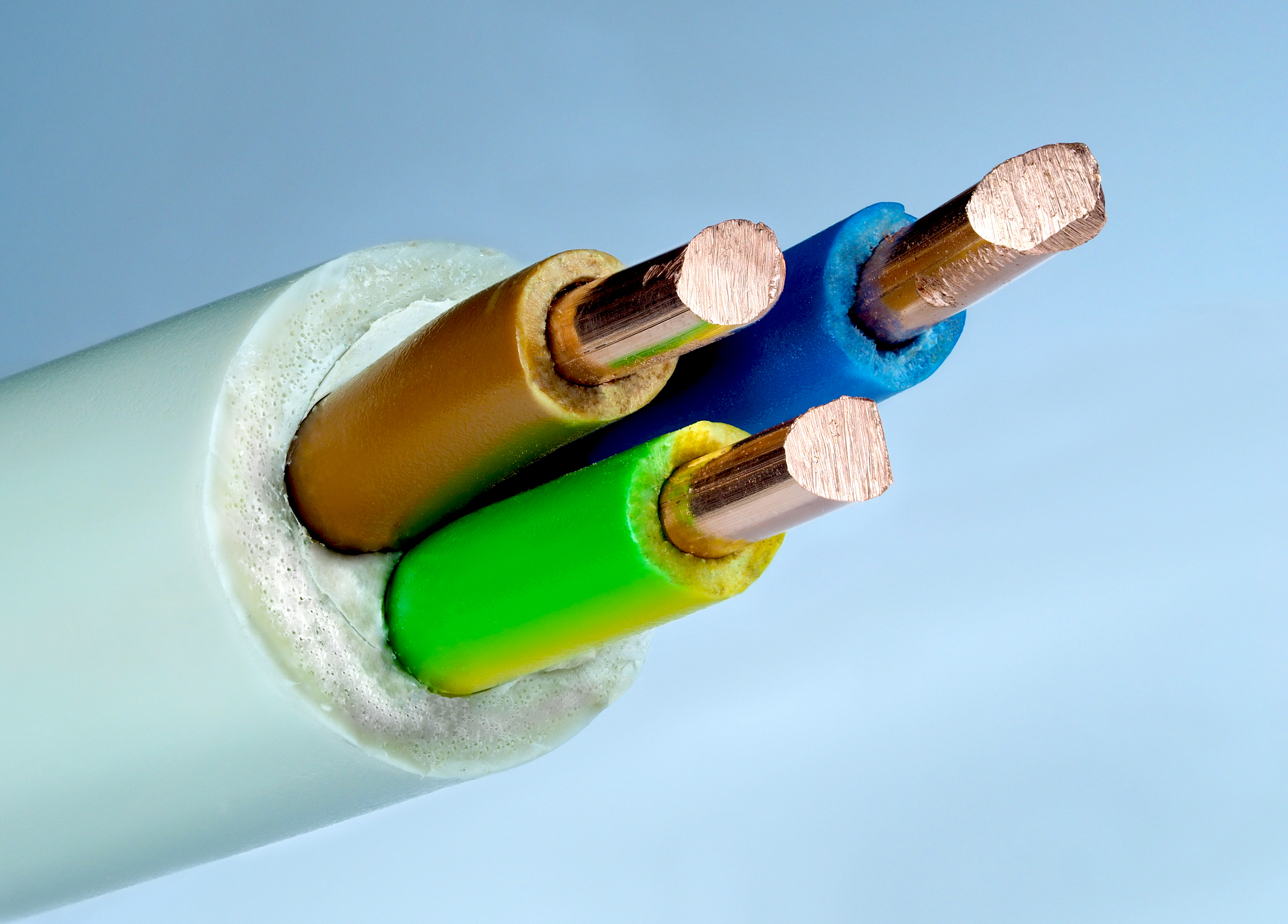
Třížílový vodič

Elektronika je elektrotechnický obor, který studuje a využívá přístrojů fungujících na principu řízení toku elektronů nebo jiných elektricky nabitých částic, zejména pomocí polovodičů. Toho se dosahuje pomocí různých elektronických součástek. Podle výkonu se dělí na slaboproudou a silnoproudou (výkonovou) elektroniku.
Přeneseně se tímto slovem označují spotřební elektronické přístroje, například televize, videa, přehrávače atd., zejména slaboproudé, rovněž zkratkovitě označované za „technologie“, např. „technologické firmy“.

## Elektronické součástky
Elektronickou součástkou se rozumí samotný činný prvek (prvky) uzavřený v pouzdru s připojovacími prvky (kontakty). Elektronických součástek je celá řada typů a lze je dělit podle mnoha různých kritérií.
Součástky rozdělujeme na pasivní a aktivní:
- aktivní součástky – jsou schopny zesilovat elektrický signál; podle jiné definice jsou to součástky, které se chovají jako zdroj, resp. jejich činnost lze ovlivňovat vnějším signálem (jsou řízené) – např. tranzistory, operační zesilovače, tyristory, tunelové diody, vakuové elektronky kromě diody
- pasivní součástky – nejsou schopny zesilovat elektrický signál, chovají se jako spotřebiče, jejich činnost nelze ovlivňovat vnějším signálem, nejsou řízené – např. rezistory, kondenzátory, cívky, polovodičové i vakuové diody

Podle počtu prvků v pouzdru může součástka být:
- diskrétní součástka s jediným elektronickým prvkem,
- integrovaný obvod spojující v jednom pouzdře více prvků.

## Elektronické obvody
Existuje velké množství elektronických obvodů od velmi primitivních sestavených pouze z několika diskrétních součástek (například jeden z nejstarších radiopřijímačů tzv. krystalka) až po obvody velmi komplexní obsahující milióny součástek (například počítač).
Elektronické obvody nejčastěji dělíme podle toho, zda zpracovávají spojitý nebo diskrétní signál. Obvodům zpracovávajícím spojitý signál říkáme analogové obvody. Zpracování a přenos spojitých signálů je ovšem velmi náchylné na rušení a zkreslení, a proto se čím dál tím víc setkáváme s převodem spojitých signálů do číslicové (digitální) podoby a jejich následným zpracováním v číslicových obvodech.
Obvody, které částečně zpracovávají analogový a částečně digitální signál nazýváme obvody smíšené. Příkladem takových obvodů jsou analogově digitální a digitálně analogové převodníky.

## Vývoj elektroniky
Elektronika prodělala a prodělává obrovský a velmi prudký vývoj. Na jeho začátku stály primitivní obvody sestavené z jednoduchých často elektromechanických součástí, jako například sluchátko, různé typy mikrofonů, elektrický zvonek, koherer, jiskřiště atd. Mnohé z nich se již v současnosti zdají být exotické, ale principy, které používaly se v elektronice využívají v nezměněné podobě dodnes.

### Elektromechanická relé
Později bylo vynalezeno elektromagnetické relé a to ovlivnilo na mnoho let další vývoj elektroniky. Byl to hlavní spínací prvek komplikovaných telefonních ústředen, ale dokonce byly postaveny i reléové počítače.

### Vakuové elektronky
Dalším významným prvkem, na kterém stála celá jedna éra elektroniky byla elektronka. Jev dnes známý jako termoemise elektronů objevil už Thomas Alva Edison v roce 1883, ačkoliv v té době se ještě o elektronech jako takových nevědělo. První elektronky byly zkonstruovány až na začátku 20. století. Elektronky mají sice výborné vlastnosti, co se týká fungování v elektronických obvodech, ale jsou velké, ke své činnosti potřebují značné množství energie a výrazně hřejí. Také jejich životnost je poměrně malá.

### Polovodiče
Polovodičové zařízení bylo známo již na počátku 20. století, kdy se používala hrotová elektroda (anglicky cat's-whisker), avšak cílená výroba polovodičových (germaniových) diod byla uskutečněna až v roce 1940.

### Tranzistory
Výrazným mezníkem v historii elektroniky byl vynález tranzistoru v Bellových laboratořích 16. prosince 1947.
Přechod od elektronek k tranzistorům znamenal obrovskou miniaturizaci, větší možnost zařízení napájet z baterií a podstatné zvýšení spolehlivosti elektronických obvodů.

### Integrované obvody
Integrovaný obvod vyrobil v roce 1958 Jack Kilby. Obsahoval v jednom pouzdře čtyři[zdroj?] tranzistory a byl dalším zlomem v rozvoji elektroniky. Dnes dokážeme na polovodičové destičce jediného integrovaného obvodu realizovat až desítky milionů součástek. Jejich velikost se již dostala pod hranici mikrometru, u procesorů se jejich velikost pohybuje v desítkách nanometrů. Takovým součástkám s komplexním integrovaným obvodem se říká mikroprocesory.
Se zvyšující se miniaturizací se také stále snižuje napájecí napětí obvodů, čímž se dále snižují jejich ztráty. Zvyšuje se ale jejich chybovost.

## Mikroelektronika
Zvláštním podoborem elektroniky je mikroelektronika (resp. nanoelektronika), která se zabývá fyzikálními a technologickými otázkami miniaturizace elektronických obvodů, tj. návrhem a výrobou polovodičových součástek na bázi submikronových technologií od nejjednodušších diod, přes tranzistory až po integrované obvody (tzv. čipy) s velmi vysokou hustotou integrace. Jde o jeden z nejdynamičtěji se rozvíjejících technických oborů na světě.